# 1972 у футболі
Нижче наведені футбольні події 1972 року у всьому світі.

## Події
- Відбувся четвертий чемпіонат Європи, перемогу на якому здобула збірна ФРН.
- Відбувся восьмий кубок африканських націй, перемогу на якому здобула збірна Конго.
- Відбувся п'ятий кубок Азії, перемогу на якому здобула збірна Ірану.

## Національні чемпіони
- Англія: Дербі Каунті
- Аргентина: Сан-Лоренсо де Альмагро
- Бразилія: Палмейрас
- Італія: Інтернаціонале
- Іспанія: Реал Мадрид
- Нідерланди: Аякс (Амстердам)
- СРСР: Зоря (Ворошиловград)
- ФРН: Баварія (Мюнхен)
- Франція: Марсель